# 鈴木千晶
鈴木 千晶（すずき ちあき、1973年1月20日 - ）は、日本の人形作家。「羊毛倉庫」名義で創作活動を行い、特に羊毛フェルトの立ち人形のパイオニア。配偶者は映像プロデューサーであるスズキノブヨシ。
羊毛の人形は、ぬいぐるみの延長線上として、動物をモチーフにしたものが多い中、鈴木千晶がつくる人形は、小説や絵本、映画、絵画などからの着想によるものも多く、小道具や背景もほぼ自作したものをジオラマ的に配置したものも少なくない。

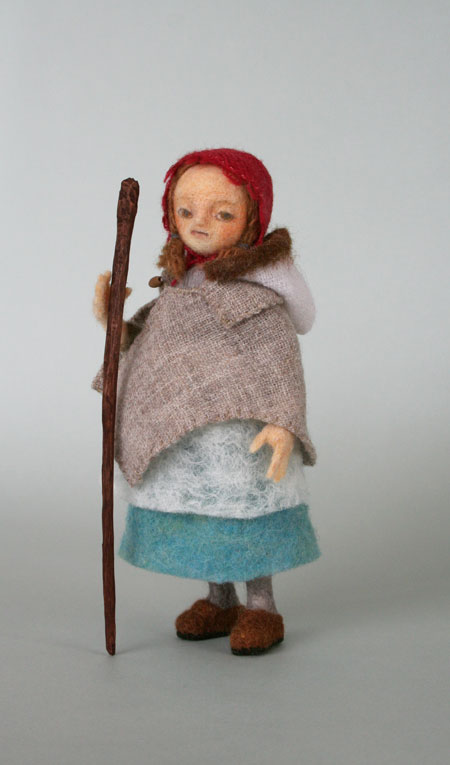
羊飼いの少女（2007）

東京、横浜、名古屋、大阪、福岡にて、羊毛フェルト人形の講座の講師を勤めている。（2019年1月現在）
また地元の小学校でワークショップの講師を行ったり、絵本の読み聞かせの奉仕活動など、社会貢献活動にも積極的に取り組んでいる。

## 来歴
- 1973年 兵庫県加古川市に生まれる
- 1991年 北九州市立大学 外国語学部
- 1997年 東京都世田谷区下馬 在住

この頃三軒茶屋中央（2014年閉館）でモギリ嬢
- 1998年 神奈川県川崎市元住吉 在住
- 1999年 東京都北区田端 在住
- 2000年 第一子出産

出産を機にシュタイナー教育の考えに触れる。ウォルドルフ人形の製作などを行う。
この頃、機織りや、藍染めなどの手仕事をはじめる。
東京都北区の幼児教育支援の団体などに参加し、染めのワークショップなどを行う。
- 2002年 ニードルフェルティングと出会い、作品をヤフオクに出品

出品作にはスウィーツが多く、今ではあまり見られないモチーフ。

この頃、羊毛工作人と名乗り、自宅にて羊毛フェルトの教室を開く（４人〜６人ほど）
- 2006年 ノベルティ カレンダー用作品制作（日立製作所・2007年度板）[3]
- 2007年 ノベルティ カレンダー用作品制作（HONDA・2008年度板）
- 2008年 ５種類のフェルトキット発売（ホビーラホビーレ）

　　　横浜ヴォーグ学園にて講師を始める
- 2010年 季刊誌「毛糸だま」巻頭グラビアページ”「作りたい」という気持ち”連載開始

　　　日本手芸協会（渋谷）にて講師
- 2011年 ヴォーグ学園名古屋校にて講師を始める
- 2012年  熱海に移住

　　　ヴォーグ学園心斎橋校にて講師を始める
　　　熱海市立桃山小学校にて児童を対象にしたワークショップ＃1（夢学校）
- 2013年  熱海市立桃山小学校にて児童を対象にしたワークショップ#２（夢学校）
- 2014年 上野動物園 冬季キャンペーンポスター「UENO ZOO WINTER」[4]
- 2015年 新宿・伊勢丹 プレミアム講座にて講師[5]
- 2015年  ヴォーグ学園にて東京・横浜・名古屋・大阪・福岡で講師

　　　東京スピニングパーティで初の講演「羊毛倉庫、人形のヒミツ」（9.26）

## 主な展示
- 2005.05　デザイン・フェスタ vol.21 に出展
- 2005.11　デザイン・フェスタ vol.22 に出展
- 2006.05　伊勢丹松戸店にて個展　「絵本の国より　こんにちは」[7]
- 2006.11　グラマラスエリア企画展「密室カーニバル」に参加[8]
- 2006.11　吉祥寺・にじ画廊にてグループ展「ひらけゴマ！」に出展[9]
- 2007.01　銀座・月光荘画室５にて二人展「イーハトーブの人形たち」[10]
- 2007.02　荻窪・カフェギャラリーひなぎくにて個展「こども／遊ぶ」展[11]
- 2007.04　グラマラスエリア企画展「幻聴ロマネスク」に参加
- 2007.06　東京・浜松町「ドールワールドフェスティバル2007」に出展
- 2007.10　グラマラスエリア企画展「私の国のアリス」に参加
- 2007.10　京橋・ドルスバラード企画展「いと・ちいさやか」に参加
- 2007.12　西荻窪ニヒル牛２ギャラリー企画展「羊毛倉庫のしごと」展
- 2008.01　京橋・ドルスバラード企画展「いと・ちいさやか －お人形のひなまつり－」に参加
- 2008.03　根津の古道具屋・豆子にて個展「フィルター・パープル」[12]
- 2008.05　少年展・第一回「ノスタルジックサーカス」に参加
- 2008.06　東京・浜松町「ドールワールドフェスティバル2008」に出展
- 2008.10　東京・丸善丸の内「人・形展」に出品
- 2008.10　グラマラスエリア企画展「幻想日本国」に参加
- 2008.11　京橋・ドルスバラード企画展「いと・ちいさやか」に参加
- 2009.01　アメリカ・IDEX2009に出品
- 2009.03　四谷・CCAAにて「ファビュラス！バーカードルズ２００９」を企画・主催[13]
- 2009.04　日本橋・丸善「絵本の中に迷いこんで」に参加
- 2009.04　曳舟・こぐまにてヴォーグ学園の教室展「１８にんのピノキオ展」開催[14]
- 2009.06　浜松町「ドールワールドフェスティバル２００９」に出展[15]
- 2009.09　新宿伊勢丹にてクレイドール作家Mamaruとの二人展「A&B& so,Cute!」開催[16]
- 2009.11　成城学園前ヘンゼル＆グレーテル店内にて展示開催
- 2009.12　神戸・住吉倶楽部にて「心からの贈りもの展」出品
- 2010.03　新宿伊勢丹にて「昆虫の仲間達」展出品
- 2010.03　京橋・ドルスバラードにて「いと・ちいさやか」～妖精と不思議などうぶつたち～展参加
- 2010.04　四谷「ファビュラス！バーカー・ドールズ２０１０」主催、出展[17]
- 2010.05　桐生・とおりゃんせ”企画「オルゴール展」出品
- 2010.05　大阪・カナリヤ企画「マスコット展」出品
- 2010.06　浜松町「ドールワールドフェスティバル２０１０」出展
- 2010.08　大阪・うめだ阪急「テディベアフェスティバル2010」出品
- 2010.09　新宿伊勢丹 BEAR!BEAR!BEAR!にてクレイドール作家Mamaruとの二人展「A&B& so,Curious!」開催[18]

　　　　　　この時に図録的な同名写真集を10冊限定（6500円）で販売
- 2010.09　福岡天神インキューブ「第１１回インキューブ・アーティストベアフェア」出品
- 2010.12　桐生 とおりゃんせ 『サンタクロースの部屋２０１０』出品
- 2011.04　渋谷・irodoriya. 　イロドリ計画（チャリティ展示即売） 参加
- 2011.05　渋谷・irodoriya. 　羊毛倉庫 個展『 いつも　いつでも 』
- 2011.06　浜松町「ドールワールドフェスティバル２０１１」出展
- 2011.06　大阪・カナリヤ「マスコット展」参加
- 2011.07　根津 汐花 SEKKA-BORDERLESS SPACE 教室展「アリス人形の一年間」開催[20]
- 2011.09　新宿伊勢丹 BEAR!BEAR!BEAR!にてクレイドール作家Mamaruとの二人展「Travelling展」開催
- 2011.10　四谷「ファビュラス！バーカー・ドールズ２０１１」主催、出展[21]
- 2011.11　福岡INCUBE Dear Bear「原毛フェルト作品展」 出品
- 2011.12　阪急うめだ本店・セッセ メルスルー「「手作りで愛を伝えるクリスマス」参加（チャリティ企画）
- 2012.05　目白・ギャラリー上り屋敷「かたち展」出品[22]
- 2012.06　桐生 とおりゃんせ 「オルゴール展」出品
- 2012.07　浜松町「ドールワールドフェスティバル２０１２」出展[23]
- 2012.08　板橋 ぼらん・どおる「星に願いを」展 出品
- 2012.09　亀沢・アトリエキナリ「観光地の真ん真ん中で　ぎょ！ーぷふふ−」（長棟まおコレクション展）[24]
- 2012.10　伊勢丹新宿店 「こどものうた」展（二人展）
- 2012.11　大阪・阪急百貨店梅田店本館グランドオープン 展示販売
- 2012.12　青山・ギャラリーDAZZLE（ダズル）『デコ・ジャケット』展  ー作家が飾るジャケット展ー
- 2013.04　東京・丸の内丸善　創作人形展「春」出品
- 2013.06　桐生 とおりゃんせ 「オルゴール展」出品
- 2013.07　浜松町「ドールワールドフェスティバル２０１３」出展[25]
- 2013.07　青山・ビリケンギャラリー「虫と・・・」展　参加
- 2013.11　目白・ギャラリー上り屋敷「かたち展」出品
- 2014.09　桐生 とおりゃんせ 個展「羊毛倉庫のにんぎょうたち」
- 2014.11　西荻窪・Gallery MADO「TOP TEN HITS」（三人展）開催
- 2014.11　谷町・ギャラリー風雅 羊毛倉庫による教室展「WOOL JAPAN」主催[26]
- 2015.04　東京・丸の内丸善　創作人形展「春」出品[27]
- 2015.09　西荻窪・ニヒル牛2「さいごの野あそび」展[28]
- 2015.11　靖山画廊にて個展　羊毛倉庫「鈴木千晶展」[29]
- 2018.09　靖山画廊にて個展　羊毛倉庫「鈴木千晶展」[30]
- 2019.05　Anna's room ピン・ポン・パン展 vol.1参加
- 2019.06　羊毛倉庫研究所 開設（浅草橋）
- 2020.10　大阪 Nii Fine Arts Osaka 羊毛倉庫 鈴木千晶 個展[31]

## 師弟
2009年5月のヴォーグ学園の講座の卒業展として行われた「18人のピノキオ展」の時に結成されたヒツジ舎（ひつじや）という、鈴木千晶の弟子を中心としたグループがある。

主にデザインフェスタなどを中心に羊毛フェルトのグループ展を行う。
鈴木千晶の師事を受けたことを公言する羊毛フェルト作家は幾人かいるが、鈴木千晶は協会を設立しておらず、師弟関係をビジネス的に結ぶこともしておらず、いわゆる上納金などとは無縁で、その関係はあくまで、師と、その教え子に留まっている。
- ウエノミホコ[34]
- 鬼塚kama[35]

- 青木 まめ（おおぎ まめ）[36]
- poppet[37]。

## 主な掲載誌
- 「毛糸だま」（季刊誌・日本ヴォーグ社）巻頭グラビア見開きカラーページ[38]　2010年冬号〜
- 『創作市場41号 フェルトに遊ぶ 』（マリア書房,2007）ISBN 978-4-89511-641-1
- 『創作市場49号 フェルトに遊ぶ 』（マリア書房,2007）ISBN 978-4-89511-649-7
- 『月刊 アートコレクターズ 』（生活の友社,2015.11）雑誌11399-11